# Megacmonotus spectabilis
Megacmonotus spectabilis là một loài côn trùng trong họ Ascalaphidae thuộc bộ Neuroptera. Loài này được Gerstaecker miêu tả năm 1885.